# 华首台石刻群
华首台石刻群，位于中国广东省惠州市罗浮山华首台。主要石刻包括“岭南第一山”、“闻钟发省”等。此外，亦有清代广州将军奕湘所书的“罗浮”刻字。1978年，列入博罗县文物保护单位。